# Staffan Werme
Staffan Henrik Olsson Werme, född 5 december 1958 i Sandviken, är en svensk politiker för Liberalerna.

## Politik
Staffan Werme blev kommunalråd för Folkpartiet i Örebro efter valet 1998 då han genom personval tog sig förbi det dåvarande kommunalrådet Birgitta Lindahl. Han hade redan från början ett starkt engagemang för miljöfrågor. Efter att Miljöpartiet började stödja de borgerliga partierna i Örebro 2006 blev Werme kommunstyrelsens ordförande. I valet 2010 och omvalet 2011 förlorade dock Folkpartiet makten och Staffan Werme hamnade åter i opposition.
Sedan 2009 är Werme medlem i Liberalernas partistyrelse. Han har varit delaktig i arbetet med Folkpartiets miljöpolitik under 1990-talet och även efter valet 1998. Staffan Werme har varit ordförande i Kristna Liberaler 2008—2012.
År 2007 utsågs Staffan Werme till ordförande för Sveriges Kommuner och Landstings beredning för primärvård och äldreomsorg.
Inför valet 2014 förordade valberedningen att Staffan Werme skulle var första namn i kommunvalet. En av medlemmarna begärde omröstning, och istället blev Karolina Wallström partiets första namn. Staffan Werme valde då att inte ställa upp alls i kommunvalet, men skulle sitta kvar som kommunalråd perioden ut. Han valde sedan att lämna sitt uppdrag under våren, eftersom han satsade på EU-valet 2014, och Wallström blev kommunalråd. Han kom inte i EU-parlamentet, men satt som ledamot i Folkpartiets partistyrelse. Där ledde han bland annat gruppen "Välfärdsstaten och välfärdsamhället" som tillsattes 2015 för att utarbeta Folkpartiets politik gällande civilsamhallet. Han lämnade partistyrelsen på hösten 2015.

## Andra engagemang
Staffan Werme driver ett mindre familjejordbruk med inriktning på en natur- och miljövänlig fårhållning.
Han är också en av initiativtagarna till bildandet av Stiftelsen Tysslingen, som arbetat med att rädda den internationellt kända fågelsjön Tysslingen. Staffan Werme var under 2010 samt 2011 ordförande i Betelkyrkan i Örebro, han har en kristen bakgrund och menar att liberalismen i allmänhet och Folkpartiet i synnerhet var starkt kopplad till frieligiösa rörelser.
Våren 2016 blev han redaktör för Frisinnad Tidskrift. Han och hustrun tog över retrobutiken Kavalkad i Örebro senhösten 2016.